# Superbike

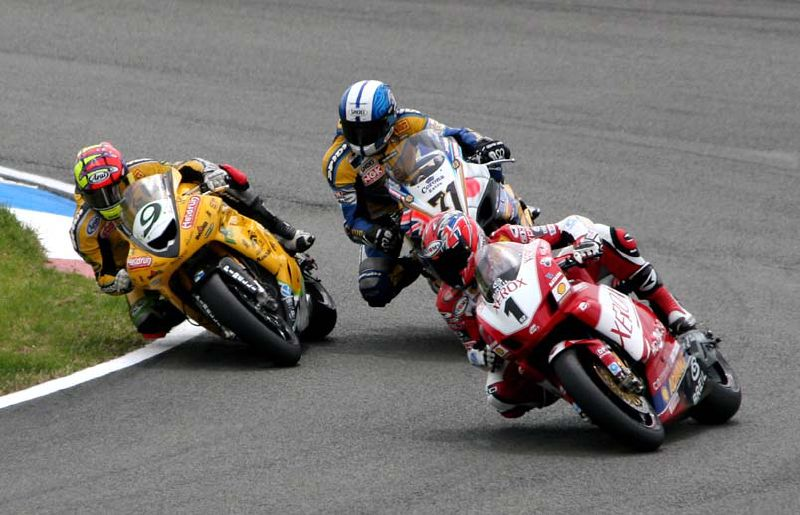
Pilotos numa corrida de Superbike.

Superbike é uma categoria do motociclismo, que emprega motocicletas modificadas de produção, ao contrário da motovelocidade, que utiliza motocicletas produzidas especificamente para competição. O Campeonato Mundial de Superbike é o principal campeonato internacional, e os campeonatos nacionais das superbikes são realizados em muitos países, como no Reino Unido, Estados Unidos, Japão e Canadá. Superbike é geralmente popular entre as fabricantes, nas quais promovem seus produtos nas competições.

## Características
As motocicletas de Superbike são derivadas de modelos de produção, fazendo que para uma motocicleta ser elegível para a categoria, o modelo deve ser homologado e a fabricante deve construir um número de motos de rua similares ao modelo homologado. Enquanto as regras podem variar de campeonato para campeonato, em geral, as motos devem manter o mesmo perfil que suas contrapartes de produção, com a mesma aparência geral de sua frente, traseira e laterais. Além disso, o quadro não pode receber nenhuma modificação. Equipes podem modificar alguns elementos, como a suspensão, freios, garfos, rodas.
As motocicletas de Superbike devem contar com motores de quatro tempos com cilindradas entre 850cc até 1.200cc para motores V2 e entre 750cc até 1.000cc para motores de quatro cilindros.
A restrição da Superbike para somente modelos de produção diferencia a Superbike da MotoGP, que utiliza motocicletas construídas especificamente para a categoria, que lembram pouco as motocicletas de produção. É uma distinção similar entre um carro esportivo e um carro de Fórmula 1, embora a diferença de desempenho entre a Superbike e MotoGP seja muito menor.

## Campeonatos

### Mundial
O Campeonato Mundial de Superbike, ou SBK, é a principal competição internacional, foi fundado em 1988, sendo regulado pela FIM e promovido pela FGSport.

### Nacionais e regionais
Campeonatos nacionais e regionais de Superbike variam em competição e popularidade, sendo mais popular nos Estados Unidos e Reino Unido, porém com categorias bem estabelecidas na Austrália, Brasil e Japão.
| Campeonato                          | Local          |
| ----------------------------------- | -------------- |
| Campeonato Australiano de Superbike | Austrália      |
| Campeonato Britânico de Superbike   | Reino Unido    |
| Campeonato MotoAmerica de Superbike | Estados Unidos |
| Campeonato Canadense de Superbike   | Canadá         |
| Campeonato Chinês de Superbike      | China          |
| Campeonato Japonês de Superbike     | Japão          |
| SuperBike Brasil                    | Brasil         |
| Moto 1000GP                         | Brasil         |
| Campeonato Argentino de Superbike   | Argentina      |